# Jason Smith (ator)
Jason Smith (Sydney, 31 de maio de 1984) é um ator e cantor australiano. Participou de Home and Away. Mas só se tornou conhecido em 2008, quando interpretou Casey Rhodes, o Ranger Vermelho em Power Rangers: Fúria da Selva.
Jason nasceu em Sydney, New South Wales e ele estudou no Teatro juvenil na Austrália. Depois que ele completou o ensino médio, Smith decidiu seguir a carreira de ator. Ele apareceu em All Saints, Ocean Star e um telefilme americano chamado "O Mistério de Natalie Wood".
Jason interpretou Robbie Hunter na série australiana Home and Away entre 2003 e 2006, ele ganhou uma indicação para o "Melhor Novo Talento Popular Masculino" no Logie Awards de 2005 pelo seu papel de destaque na época.
Em 2009, ele estrelou como Gryff na série Legend of the Seeker. Jason comandou a primeira temporada da série infantil australiana chamada "Backyard Science" (ou "Quintal Científico"). Ele também estrelou como um flautista num comercial do desodorante Axe. Apareceu num game show australiano chamado "Talkin' 'Bout Your Generation" (algo como "Falando sobre sua geração") e a versão australiana do game show Pyramid.
Em 2008, Smith lançou três músicas: "What Planet", "Celebrity" e "Where". Havia também um possível lançamento de um álbum pela gravadora Columbia Records para o primeiro semestre de 2010, mas que não aconteceu. No mesmo ano, ele interpretou Jake em Amanhecer Violento.
Em 2012, ele reprisou o papel de Robbie numa participação da série Home and Away e reprisará o papel de Casey Rhodes na participação em Power Rangers: Megaforce que exibirá em 2014.